# William Humphrey (scrittore)
William Humphrey (Clarksville, 18 giugno 1924 – New York, 20 agosto 1997) è stato uno scrittore statunitense.
Scrisse soprattutto romanzi ispirati alla vita rurale del Texas.

## Opere
- Home from the Hill, A Casa Dopo l'Uragano (1957)
- The Ordways (1965)
- Proud Flesh (1973)
- Memoir (1977)
- Hostages to Fortune (1984)
- No Resting Place (1989)
- September Song (1992)